# Camboja nos Jogos Olímpicos de Verão de 2020
Camboja participou nos Jogos Olímpicos de Verão de 2020, que inicialmente seriam realizados em Tóquio entre 24 de julho e 9 de agosto de 2020, mas foram adiados para 23 de julho a 8 de agosto de 2021, por conta da Pandemia de COVID-19. Será a décima participação do país nas Olimpíadas de Verão, a sétima consecutiva.

## Competidores
| Esporte   | Masculino | Feminino | Total |
| --------- | --------- | -------- | ----- |
| Atletismo | 1         | 0        | 1     |
| Natação   | 1         | 1        | 2     |
| Total     | 2         | 1        | 3     |

## Atletismo
O Camboja recebeu vagas universais da IAAF para enviar um atleta às Olimpíadas.
Key
- Notas – As classificações dadas para eventos de pista estão dentro da bateria do atleta apenas
- Q = Qualificado para a próxima fase
- q = Qualificado para a próxima rodada como o perdedor mais rápido ou, em eventos de campo, por posição sem atingir a meta de qualificação
- NR = Recorde nacional
- — = Fase não contida nesse evento
- Bye = Atleta não competiu nessa fase

| Atleta     | Evento               | Bateria   | Bateria | Quartas de final | Quartas de final | Semifinal | Semifinal | Final     | Final   |
| Atleta     | Evento               | Resultado | Posição | Resultado        | Posição          | Resultado | Posição   | Resultado | Posição |
| ---------- | -------------------- | --------- | ------- | ---------------- | ---------------- | --------- | --------- | --------- | ------- |
| Pen Sokong | 100 metros masculino |           |         |                  |                  |           |           |           |         |

## Natação
| Atleta         | Evento                     | Bateria | Bateria | Quartas de final | Quartas de final | Semifinal | Semifinal | Final | Final   |
| Atleta         | Evento                     | Tempo   | Posição | Tempo            | Posição          | Tempo     | Posição   | Tempo | Posição |
| -------------- | -------------------------- | ------- | ------- | ---------------- | ---------------- | --------- | --------- | ----- | ------- |
| Hem Poch       | 50 metros livres masculino |         |         |                  |                  |           |           |       |         |
| Mei-Li Minnich | 50 metros livres feminino  |         |         |                  |                  |           |           |       |         |